# José Martínez de Sousa
José Martínez de Sousa (O Rosal, Pontevedra, 25 d'octubre de 1933) és un bibliòleg, tipògraf i lexicògraf espanyol, considerat una de les màximes autoritats en tipografia, en ortotipografia i en bibliologia.

## Biografia
Nascut a San Miguel de Tabagón, parròquia de O Rosal, a la província de Pontevedra, a la vora del Miño, abans de complir tres anys es va traslladar amb la família a Valdemiñotos, i durant la infància, amb deu anys, va viatjar de Galícia a Sevilla, on es formà en tipografia durant quatre anys. En 1949 va entrar com a caixista d'impremta al taller escola d'arts gràfiques del col·legi, on va continuar amb l'autoaprenentatge com a tipògraf. El 1952 va sortir del col·legi i va tornar a O Rosal, però aviat va haver d'abandonar de nou, aquesta vegada per a ingressar voluntàriament a l'Exèrcit, a Madrid, on va romandre tres anys, un d'ells com a topògraf i dos més com a tipògraf. En acabar el compromís amb l'Exèrcit, el 1955, es va orientar cap a la pràctica de la tipografia.
El 1957, es va traslladar a Barcelona, on va treballar com a corrector tipogràfic per a l'Editorial Bruguera entre els anys 1957 i 1965. A continuació, treballà per al diari La Vanguardia entre el 1965 i el 1968, i posteriorment per a l'Editorial Labor entre 1968 i 1993, i per a Biblograf entre 1996 i 1997. La seva formació ha estat autodidacta. Ell mateix va afirmar que «tots els meus coneixements professionals són absolutament autodidactes. Vaig aprendre pel meu compte (i risc) el que vaig necessitar quan em va fer falta». A l'Editorial Labor, on va romandre 25 anys, el 1974 va publicar la seva primera obra: Diccionario de tipografía y del libro. Aquest fou el primer d'una llarga sèrie de vint-i-tants títols que es van convertir en les principals obres de referència en espanyol sobre ortotipografia i bibliologia, amb criteris que en molts casos van ser adoptats amb posterioritat en llibres d'estil d'editorials i en diccionaris. Després de deixar l'Editorial Labor, el 1995 va acceptar el lloc de lexicògraf de l'editorial Biblograf, editora dels famosos diccionaris Vox.
Martínez de Sousa és considerat un mestre indiscutit en el seu àmbit. Com a docent ha impartit una gran quantitat de cursos i seminaris relacionats amb l'àmbit de la bibliologia, la lexicografia, el llenguatge, l'edició, les arts gràfiques, la traducció, l'ortografia, l'ortotipografia, la redacció i la història del llibre. D'aquesta temàtica és autor d'una vintena de llibres i desenes d'articles en periòdics i en revistes nacionals i estrangeres. També ha estat convidat a nombrosos congressos com a ponent.
Ha estat president d'honor del Comitè Espanyol de l'Associació Internacional de Bibliologia (1991-97), president de l'Associació Espanyola de Bibliologia (1997-2000) i president de l'Associació Internacional de Bibliologia (1998-2000).

## Publicacions[1]
- Diccionario de tipografía y del libro (1974)
- Dudas y errores de lenguaje (1974)
- Diccionario internacional de siglas (1978)
- Diccionario general del periodismo (1981)
- Diccionario de ortografía (1985)
- Diccionario de ortografía técnica (1987)
- Pequeña historia del libro (1987)
- Diccionario internacional de siglas y acrónimos (1978)
- Diccionario de bibliologia y ciencias afines (1989)
- Reforma de la ortografía española: estudio y pautas (1991)
- Diccionario de redacción y estilo (1993)
- Manual de edición y autoedición (1994)
- Diccionario de lexicografía práctica (1995)
- Diccionario de ortografía de la lengua española (1995)
- Diccionario de usos y dudas del español actual (1996)
- Manual de estilo de la lengua española (2000)
- Diccionario de edición, tipografía y artes gráficas (2000)
- Libro de estilo Vocento (2003)
- Ortografía y ortotipografía del español actual (2004)
- Antes de que se me olvide (2005)
- La palabra y su escritura (2006)
- Diccionario de uso de las mayúsculas y minúsculas (2007)